# 陳玉峯
陳玉峯（Yu-Feng Chen，1953年12月20日—），台灣雲林縣北港鎮人。1980年畢業於台灣大學植物系，台灣大學碩士，東海大學理學博士，先後任教於台大、逢甲、東海、靜宜、玄奘，曾任成功大學台灣文學系教授兼系所主任。台灣生態學者，台灣環境、文化運動先鋒。

## 歷年著作
- 2000 - 《台灣山林與文化反思－台灣自然生態叢書11》
- 2001 - ﹝台灣植被誌﹞卷一《總論及植被帶概論》
- 2001 - ﹝台灣植被誌﹞卷四《檜木霧林帶》－台灣自然史系列6
- 2004 - ﹝台灣植被誌﹞卷五《台灣鐵杉林帶》（上）
- 2004 - ﹝台灣植被誌﹞卷五《台灣鐵杉林帶》（下）
- 2004 - ﹝台灣鐵杉林帶﹞（下）－ 台灣自然史系列8
- 2004 -《自然學習者的教育觀》
- 2004 -《台灣生態與變態》
- 2005 - ﹝台灣植被誌﹞卷八《大甲鎮植被》
- 2005 -《阿里山：永遠的檜木霧林原鄉》（與陳月霞合著）
- 2007 - ﹝台灣植被誌﹞卷六《闊葉林(2)》（上）
- 2007 - ﹝台灣植被誌﹞卷六《闊葉林(3)》（下）
- 2007 - ﹝台灣植被誌﹞卷六《闊葉林(1)南橫專冊》
- 2007 - ﹝台灣植被誌﹞卷九《物種生態誌》
- 2010 - 《前進雨林》
- 2011 - 《山．海．千風之歌》
- 2013 - 《玉峰觀止：台灣自然、宗教與教育之我見》
- 2023 -  海岸植被誌〈下〉台灣植被誌第七卷

## 外部連結
1. 陳玉峯-山林書院部落格 （页面存档备份，存于）
2. 陳玉峯-臉書專頁
3. 山林書院-臉書專頁